# Ministerstwo Przedsiębiorczości i Technologii
Ministerstwo Przedsiębiorczości i Technologii – polski zniesiony urząd administracji rządowej obsługujący ministra właściwego do spraw działu administracji rządowej gospodarka.
Ministerstwo zostało utworzone 12 stycznia 2018 r. (z mocą obowiązującą od dnia 9 stycznia 2018 r.) po wydzieleniu części komórek z dotychczasowego Ministerstwa Rozwoju. Ministerstwo zostało zlikwidowane 15 listopada 2019 roku w dniu powołania drugiego rządu Mateusza Morawieckiego. 19 listopada 2019 roku z mocą obowiązującą od dnia 15 listopada 2019 roku weszło w życie rozporządzenie Rady Ministrów z dnia 19 listopada 2019 r. w sprawie utworzenia Ministerstwa Rozwoju, które uchyliło przepisy o utworzeniu Ministerstwa Przedsiębiorczości i Technologii.

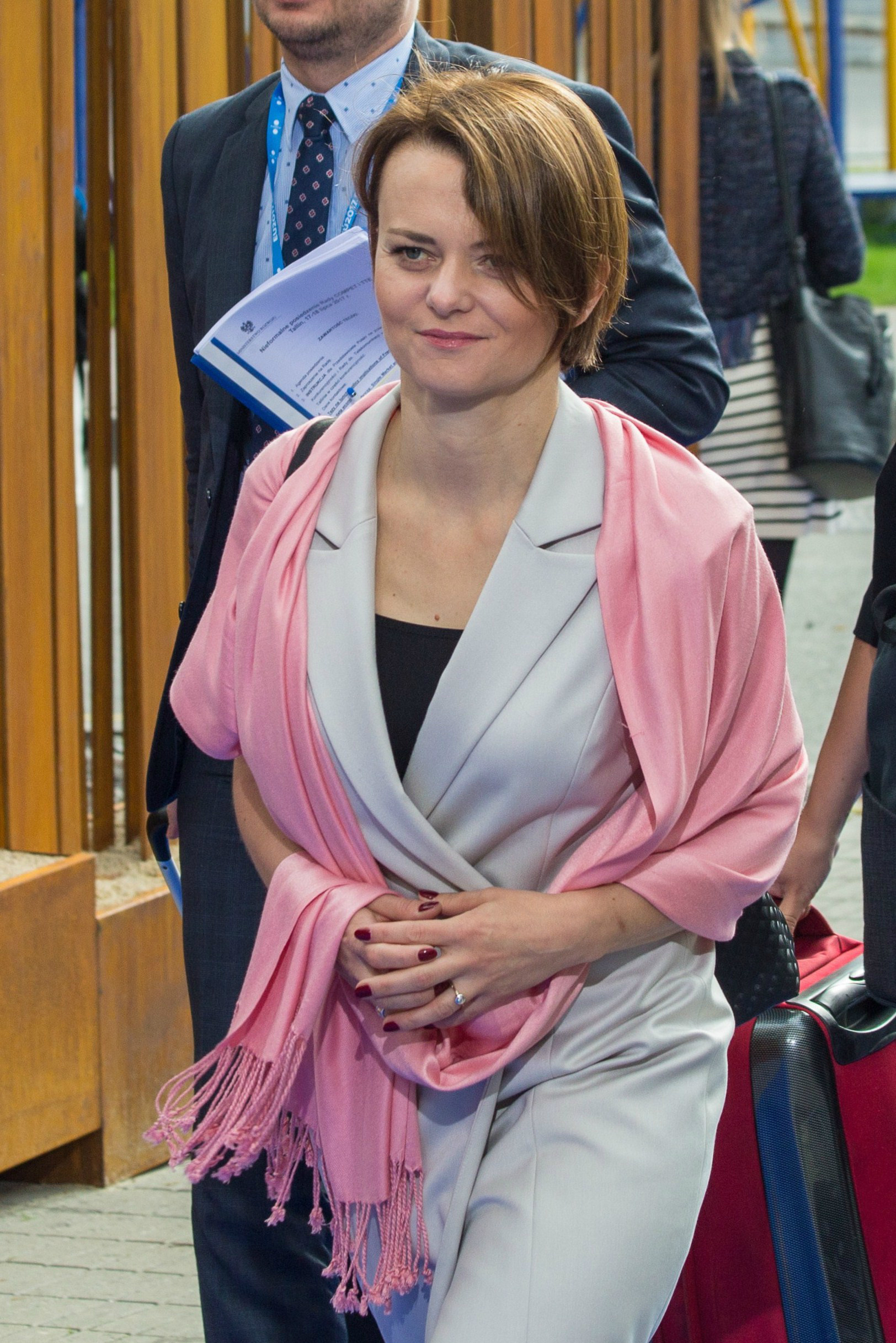
Jadwiga Emilewicz (2017)

## Kierownictwo
- Jadwiga Emilewicz – minister przedsiębiorczości i technologii od 9 stycznia 2018[5] do 15 listopada 2019[3]
- Marcin Ociepa – sekretarz stanu od 4 czerwca 2019 (wcześniej podsekretarz stanu od 22 lutego 2018[6])
- Marek Niedużak – podsekretarz stanu od 27 lutego 2019[7]
- Marek Redźko – dyrektor generalny

## Struktura organizacyjna
W skład ministerstwa wchodzi Gabinet Polityczny Ministra oraz następujące jednostki organizacyjne:
- Departament Analiz Gospodarczych
- Departament Bezpieczeństwa i Zarządzania Kryzysowego
- Departament Budżetu Gospodarki
- Departament Doskonalenia Regulacji Gospodarczych
- Departament Gospodarki Elektronicznej
- Departament Gospodarki Niskoemisyjnej
- Departament Handlu i Współpracy Międzynarodowej
- Departament Innowacji
- Departament Jednostek Nadzorowanych i Podległych
- Departament Komunikacji
- Departament Kontroli
- Departament Małych i Średnich Przedsiębiorstw
- Departament Obrotu Towarami Wrażliwymi i Bezpieczeństwa Technicznego
- Departament Prawny
- Departament Rozwoju Inwestycji
- Departament Spraw Europejskich
- Departament Zobowiązań i Analiz
- Biuro Administracyjne
- Biuro Dyrektora Generalnego
- Biuro Ministra.

Organy podległe ministrowi lub przez niego nadzorowane:
- Prezes Głównego Urzędu Miar
- Prezes Urzędu Zamówień Publicznych
- Urząd Patentowy Rzeczypospolitej Polskiej

Jednostki organizacyjne podległe ministrowi:
- Polska Agencja Rozwoju Przedsiębiorczości
- Urząd Dozoru Technicznego
- wydziały/zespoły w stałych przedstawicielstwach Rzeczypospolitej Polskiej przy organizacjach międzynarodowych za granicą

Jednostki organizacyjne nadzorowane przez ministra:
- COBRO – Instytut Badawczy Opakowań w Warszawie
- Instytut Biopolimerów i Włókien Chemicznych w Łodzi
- Instytut Biotechnologii i Antybiotyków w Warszawie
- Instytut Ceramiki i Materiałów Budowlanych w Warszawie
- Instytut Chemii Przemysłowej imienia Profesora Ignacego Mościckiego w Warszawie
- Instytut Ciężkiej Syntezy Organicznej „Blachownia” w Kędzierzynie-Koźlu
- Instytut Elektrotechniki w Warszawie
- Instytut Farmaceutyczny w Warszawie
- Instytut Inżynierii Materiałów Polimerowych i Barwników w Toruniu
- Instytut Logistyki i Magazynowania w Poznaniu
- Instytut Lotnictwa w Warszawie
- Instytut Mechaniki Precyzyjnej w Warszawie
- Instytut Mechanizacji Budownictwa i Górnictwa Skalnego w Warszawie
- Instytut Metali Nieżelaznych w Gliwicach
- Instytut Metalurgii Żelaza im. Stanisława Staszica w Gliwicach
- Instytut Napędów i Maszyn Elektrycznych KOMEL w Katowicach
- Instytut Nowych Syntez Chemicznych w Puławach
- Instytut Obróbki Plastycznej w Poznaniu
- Instytut Odlewnictwa w Krakowie
- Instytut Pojazdów Szynowych „TABOR” w Poznaniu
- Instytut Przemysłu Organicznego w Warszawie
- Instytut Przemysłu Skórzanego w Łodzi
- Instytut Spawalnictwa w Gliwicach
- Instytut Techniki i Aparatury Medycznej ITAM w Zabrzu
- Instytut Technologii Drewna w Poznaniu
- Instytut Technologii Eksploatacji – Państwowy Instytut Badawczy w Radomiu
- Instytut Technologii Elektronowej w Warszawie
- Instytut Technologii Materiałów Elektronicznych w Warszawie
- Instytut Tele- i Radiotechniczny w Warszawie
- Instytut Włókiennictwa w Łodzi
- Instytut Zaawansowanych Technologii Wytwarzania w Krakowie
- Przemysłowy Instytut Automatyki i Pomiarów PIAP w Warszawie
- Przemysłowy Instytut Maszyn Rolniczych w Poznaniu
- Przemysłowy Instytut Motoryzacji w Warszawie
- Polskie Centrum Akredytacji